# Заворичі
Заво́ричі — село в Україні, у Калитянській селищній територіальній громаді Броварського району Київської області. Населення становить 1,9 тисяч осіб. Село розташоване за 40 км від Броварів та за 70 км від Києва. Загальна площа землі в адмінмежах Заворицької сільської ради — 4800,6 га.

## Назва
В народних переказах збереглися альтернативні назви села — Заворотичі та Заворіги. Щодо їхнього походження існує кілька версій.
- 1223 року після поразки руських військ на Калці невеликий загін татар начебто пішов у розвідувальний похід на Переяслав, Київ, Чернігів. В районі переправи через Трубіж сіверське народне ополчення завдало татарам поразки, «завернувши» решту війська.
- За переказом, у Броварях жили браві вори, борвори, а в Заворичах — ті, що «за ворами», далі по старій Бакаївській дорозі.
- У слов'янських мовах корінь «звор» означає «джерело, початок річки, злиття річок».[2] На місці села в річку Трубіж впадає кілька допливів: Гнізна, Хомутець, Бобровичка, Мокрець, Пилява, Безручкова річка.
- «Завор» у давньослов'янській мові означав «загорода, град, вори, ворини». Вори сіверські були за Трубежем, затрубізькі поля — за ворами.
- Броварський історик Володимир Мельник подає версію походження назви села від власного імені — Зворич. На користь цієї думки є дані, що студентом Київської академії в 1764 р. був Василь Заворський родом із Заворич.
- Деякі автори виводять назву села від завороту на річку Гнізну або від єдиного мосту через Трубіж, до якого завертали шляхи з Москви. Тутешнє городище стояло при древньому шляху на трубізькому броді. Тут були залишки моста з мореного дуба.

## Історія

### Середньовіччя
Літописні дані свідчать про заснування цього поселення ще князем Володимиром Великим у 980 р. Очевидно, відкрите археологами Заворицьке городище-городок, відноситься саме до того часу. Заворицький городок входив до Трубізької системи оборонних споруд княжої доби. Місцеві перекази переповідають про події 1223 р., начебто тут невеликий татарський загін зазнав поразки від народного ополчення.
Значна роль Заворич як укріпленого місця біля трубізької переправи і в середньовіччі. Тут містилась резиденція польсько-королівського намісника, жила "околична" шляхта. Селище Zaworzyce згадується в польській люстрації 1618 року. У документах 1628 р. Заворичі згадуються як містечко. Також Заворичі згадуються в Руській (Волинській) метриці за 1620, 1623-1625, 1643 та 1646 роки.

### За Гетьманщини
З початком визвольної боротьби Богдана Хмельницького тут сформувалася Заворицька козацька сотня.
У переписній книзі Малоросійського приказу (1666) згадується местечко Заворичи. У ньому було 60 дворів (серед них 11 дворів — «ґрунтових» без коней та волів, 11 дворів — «бобильських» без землі). У господарствах загалом було 40 волів та 10 коней. На Трубежі був млин, яким володів остерський міщанин Стенка Кондратьевъ сынъ Гаркавенко. У книзі перераховано всіх чоловіків та вдів поіменно.
Згідно з "Генеральним слідством Київського полку" (1729-1731) раніше село Заворичі було військовим (вільним, козацьким), потім, за визначенням полковника Солонини, селом володів полковий суддя Незамай. 1687 універсалом Івана Мазепи за військову службу "у вічне володіння" село отримав бунчуковий товариш Яків Солонина. 1729 цими маєтностями володіли його спадкоємці. Зокрема, вдова колишнього бунчукового товариша Кирила Яковича Солонини Домна володіла 23 дворами в Заворичах та Мокрецахъ Бобровицької сотні (17 — у Заворичах), а також млином на річці Гніздній та винницею. Бунчуковий товариш Федір Васильович Солонина (племінник Кирила), володів 13 (чи 12) дворами, 3 млинами на Гніздній, млином на Трубежі та 2 винницями. Млини та винниці було придбано за власні гроші.

### За Російської імперії
Згідно з Рум’янцевським описом 1766 року в поміщиці М. Солонини було сінокосу на 372 копи сіна (з 1 десятини збиралося в середньому 10 кіп сіна).
У 1799 році суддя скасованого Остерського повітового суду надвірний радник Микола Солонина просив генерал-прокурора Петра Лопухіна призначити йому жалування, оскільки він залишився без роботи, а протягом 1797-1798 років під час пожеж погоріли всі його кріпосні селяни (в Заворичах 98 — чоловіків, на хуторі Ташані — 18). Жалування не було призначено.

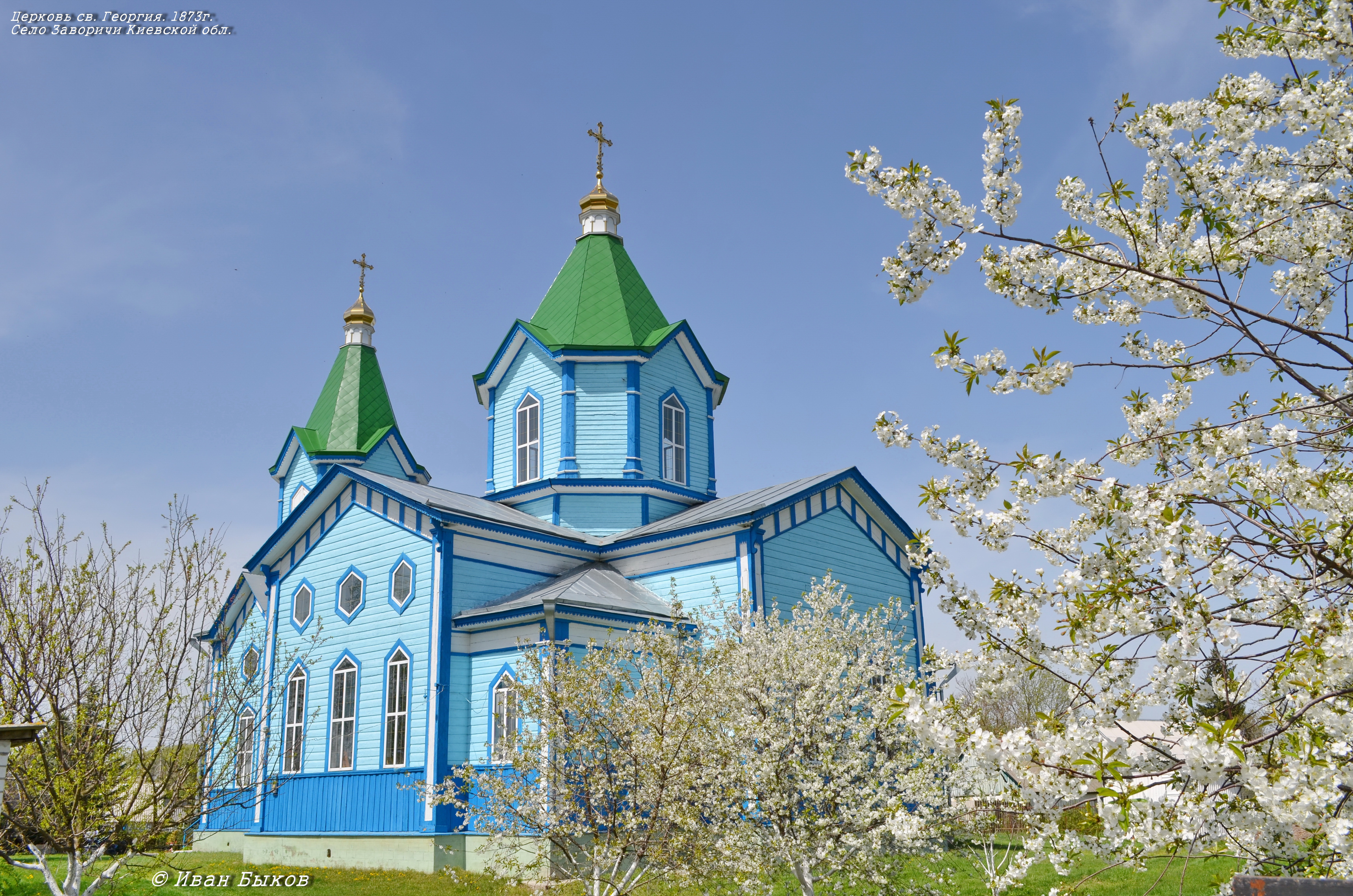
Свято-Георгіївська церква (1873)

За даними перепису 1859, населення села — 1146 осіб на 196 дворів. Серед них — 556 чоловіків та 590 жінок. Заворичі — село казачье, казенное и владѣльческое, розташоване при р. Трубежѣ. У селі були православна церква та винокурня.
У 1861 році, після скасування кріпацтва, найкращі землі залишились представникам старої шляхти — української та великоруської: Афендику, Барановським, Глівинському, Данилевському, Добжицькому, Литварю, Лопатіну, Холодовичу. Після прокладання залізниці у 1868 р. та відкриття полустанку в Заворичах поселяються дворянсько-поміщицькі сім’ї, будуються садиби, парки. У 1900 році з ініціативи дворян-власників збудовано приміщення залізничної станції.
У 1873 році збудували церкву Святого Георгія (пережила радянську окупацію та існує дотепер).
1881 року Чернігівським земством було проведено подвірний опис Козелецького повіту, підсумком якого стала книга майже на 400 сторінок із детальними таблицями та описами. Під дворами мались на увазі самостійні господарства, навіть якщо формально вони перебували в одному дворі з іншими родинами. Також було описано кількість худоби, якість землі та угідь, типові рослинні культури та системи землеробства тощо. Згідно з описом у Заворичах Ярославської волості було 1546 жителів на 266 дворів (776 чоловіків та 770 жінок), серед них грамотних (разом із учнями школи) — 55 чоловіків та 13 жінок. Козацьких дворів було 96, дворів державних (імовірно, колишніх монастирських) селян — 22, дворів колишніх поміщицьких селян — 122, міщанських — 4, єврейських — 10, привілейованих верств — 12. 13 козацьких дворів мали землі понад 25 десятин кожен, але не більше 100 десятин. 1 єврейський двір володів 89 десятинами, двір привілейованих — 56. Іще 4 привілейовані двори мали трохи більше 100 десятин кожен. Нарешті, 1 привілейований двір мав 1069 десятин. У селі було 88 волів, 256 корів, 172 молодої ВРХ, 276 робочих та 110 молодих коней, 537 овець та 324 свині. Без робочого (тяглового) скоту було 127 дворів (майже половина). У селі було 217 клунь, 29 млинів (17 — козацьких). 3 козацькі двори мали пасіки разом на 125 колод. Сіяли переважно жито, овес та гречку. Через малородючі ґрунти середня врожайність була низькою (жито — 32 пуди з десятини порівняно з 83 в Бобровиці).
За переписом 1897 року в селі мешкало 1706 осіб, серед них — 815 чоловіків та 891 жінка. Православними себе назвали 1626.

### Міжвоєнний період і Друга світова (1917-1945)
З 1917 — у складі УНР.
У лютому 1918 село вперше зайняли більшовицькі загарбники. 3.02.1918 вбито священика Свято-Георгієвської церкви Петра Шекуна.
Стабільний комуністичний режим після 1920 року.
За даними податкових списків 1923 року в Заворичах були 464 господарства, у яких мешкало 2059 осіб. Заворичі належали до Козелецького району Ніжинської округи Чернігівської губернії. До райцентру було 25 верст, до станції Заворичі — 1,5 версти. У селі були сільрада, школа, хата-читальня, культпросвіт-кружок, телефону не було. 4 дні тижня було визначено базарними.
З 1924 року в селі почалися торфорозробки, спілкою гірників було побудовано клуб, проведена електрика та радіо. Роботи проводило підприємство торфорозробки цукротресту Ніжинської округи. 1929 комуністична влада почала систематичний терор проти незалежних господарників. У січні 1930 року створили перший колгосп «Перша п'ятирічка», який розділився у 1933 році на два господарства. Тоді ж вдалися до терору голодом, жертвою якого стали переважно діти та старші люди.
З 1936 року працює зональна науково-дослідна станція Всесоюзного об'єднання «Заготпушнина». Завідувача станції Іргізова було заарештовано у  1936 році як ворога народу. Завідувачем призначили професора Юрія Миколайовича Кирилова; учений керівник, доктор біологічних наук Олексій Олексійович Мігулін підготував до друку книгу «Звірі України». Після війни наукове господарство було перейменоване у філіал Всесоюзного науково-дослідного інституту мисливського промислу і хутрового звіра. У Заворичі було завезено та випущено у Гніздну та болота Лави-Слуків хохулю (загинула) та ондатру (майже зникла).
Восени 1941 село зайнято німецькими військами. Після примусових мобілізацій до сталінського війська на фронтах загинули 331 мешкані села. 1946 комуністична влада знову вдалася до голодомору аби перешкодити поширенню антисталінського партизанського руху.

### Післявоєнний період

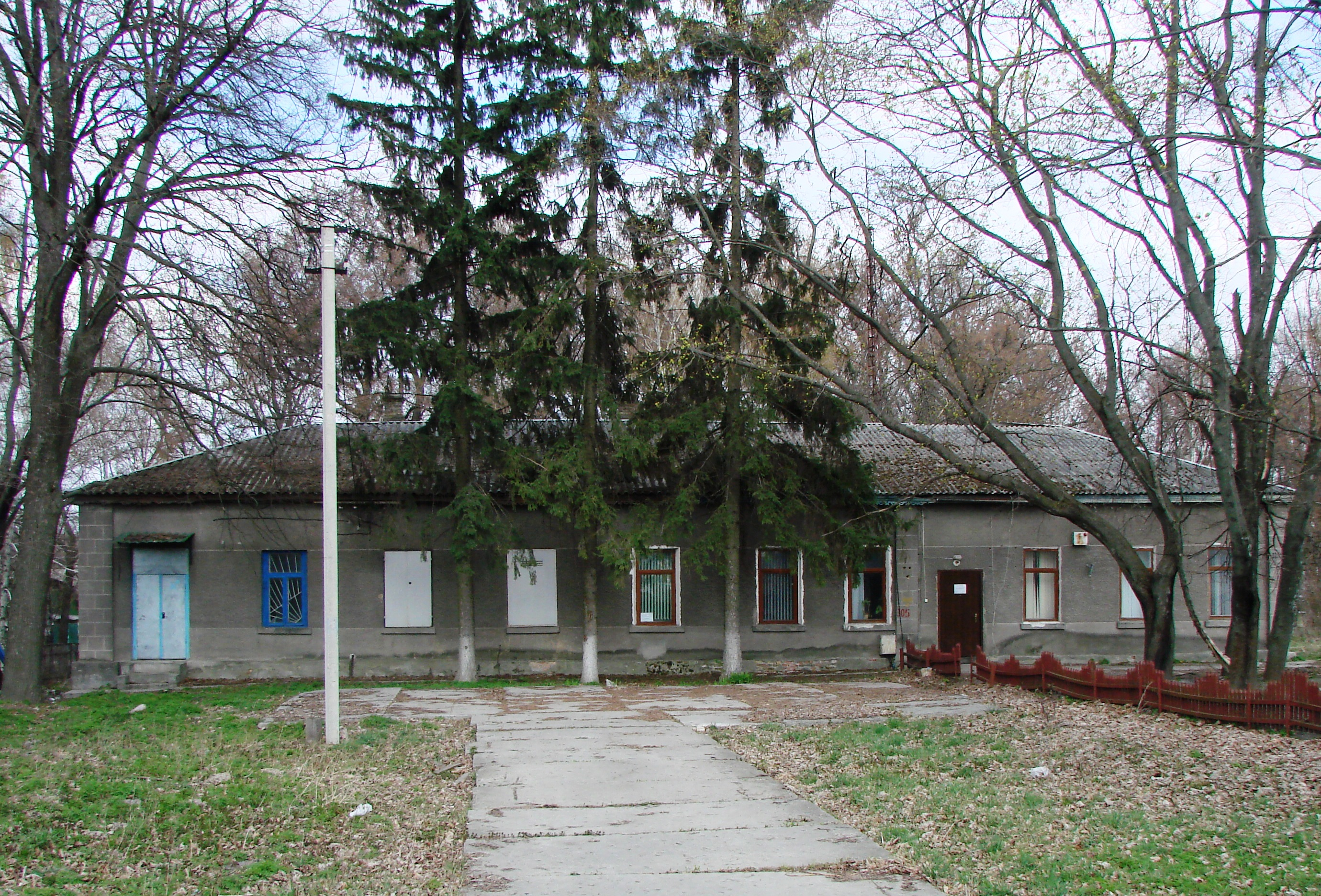
Садибний будинок, Заворичі

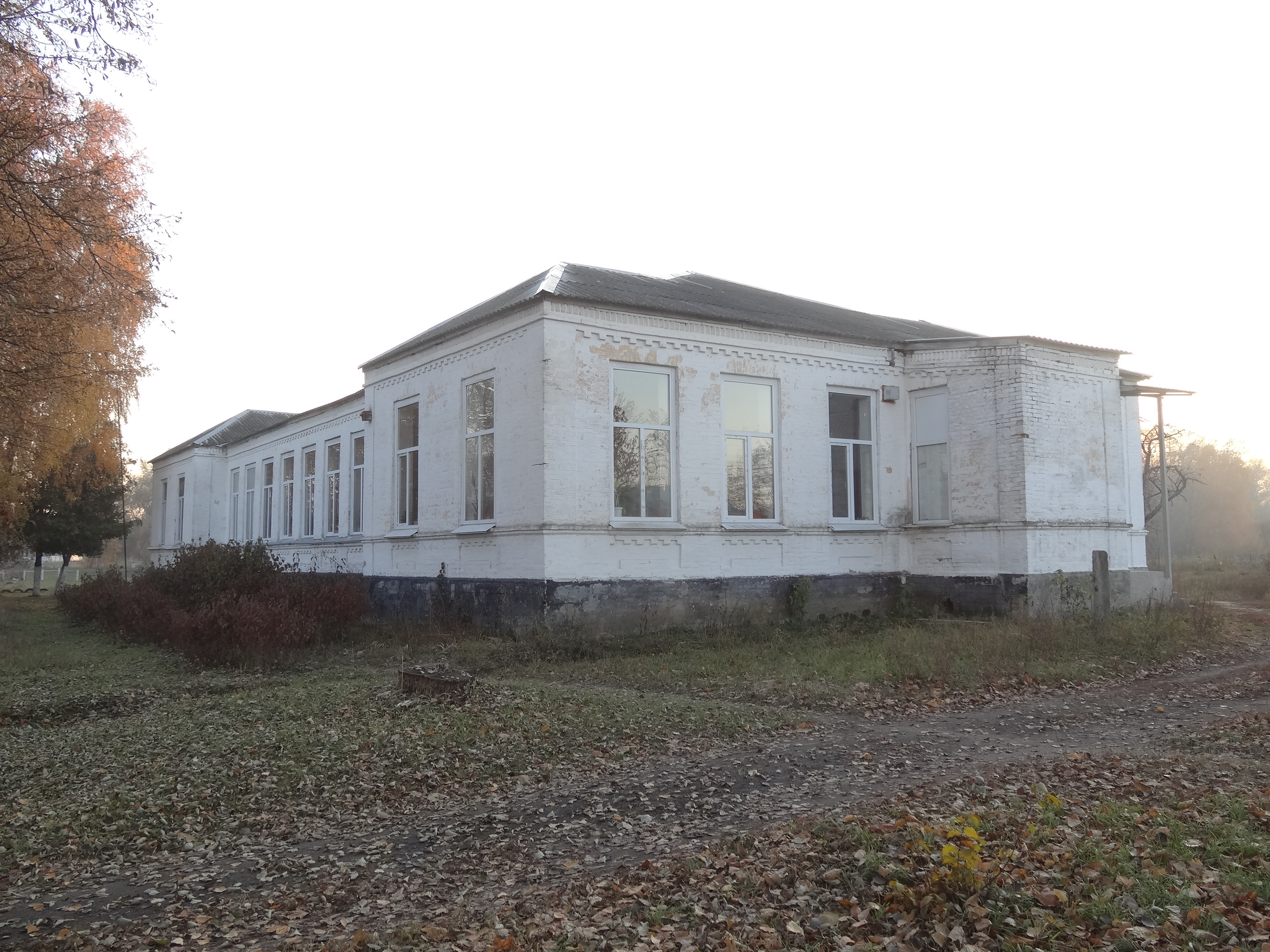
Земска школа 1921

У 1963 році колгоспи ім. Першої п'ятирічки та ім. Кірова було об'єднано в радгосп «Заворицький». Директором призначили К.А.Бучу, головним агрономом П.І.Жигало. Після виходу на пенсію П.І.Жигало написав історію села, склав карту земель села, визначив власників-панів.
1 грудня 1991 більшість населення села проголосувало за відновлення державної самостійності України.
Сьогодні(коли?) в Заворичах — 2260 жителів. Значна частка нового населення.

## Шляхетські гнізда

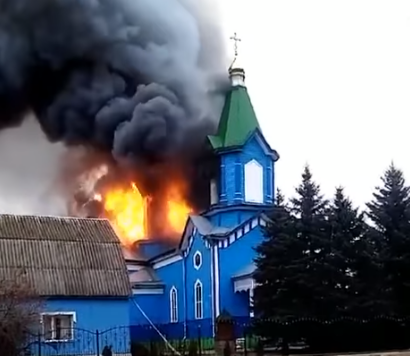
Пожежа в Свято-Георгіївському храмі 7 березня 2022, с. Заворичі

На початку XX ст. над Гніздною стояв двоповерховий будинок пана Оскерка, навколо будинку чеськими садівниками було створено парк. Горіховий сад, каштанові та липові алеї до наших днів не збереглися, парк і купальні перетворилися у Ласкерчин ліс. Дід заворицького Оскерка, Петро Оскерко, відомий з 1609 року писар, залишив онуку землі під Мозирем та Мінськом. Допомагав бідним і нужденним, був вбитий червоними терористами під час революції. Дружина та син були евакуйовані до Варшави.
До 1917 року в Заворичах було десять поміщицьких садиб, уціліло лише три садиби — Андросових-Дацюкових (приміщення дільничної лікарні-амбулаторії); Солонини та його нащадків (сучасна контора радгоспу); генерала Яхонт-Сокири та полковника Івана Михайловича Сперанського (проживають жителі села).
Садиби:
- Барановського Миколи Дмитровича — розграбована та спалена у 1917 році;
- Гайворона Миколи Максимовича — існувала до 1995 року;
- Глівинського — перевезена в Бобровицю на будівництво райвиконкому в 1929 році;
- Добжицького Густава Аполінарійовича — розграбована та спалена у 1917 році;
- Лопатіна — існувала до 1945 року;
- Оскерка — існувала до 1992 року;
- Ручкіна Івана Кузьмовича — існувала до 1995 року, у ній були розташовані сільрада, пошта, ошадкаса;
- Сущинського-Кравченка — існувала до 1970 року.

1665 збудовано церкву святої Варвари, 1935 комуністи насильно її розібрали й на цьому місці збудували магазин, який перебудували 1985.
7 березня 2022 року в результаті обстрілів, здійснених російськими військами, згоріла Свято-Георгіївська церква (1873) Бориспільської єпархії УПЦ (див. Російське вторгнення в Україну (2022)).

## Відомі мешканці
- Ситько Андрій Васильович — у 1939 році за участь в інтервенції до Фінляндії одержав найвищу нагороду СРСР - Герой Радянського Союзу.

## Освіта
Історія освіти в с. Заворичі пов’язують з часами козацької сотні, яка проіснувала з 1649 по 1653 рік. Заворицький сотник М. Гайворон призначив писаря І. Солонину керівником уже існуючої трикласної козацької школи та однокласної селянської. Про це свідчать літописи службовців Троїцької церкви і церкви Святої Варвари, переписні книги 1666 р., список населених місць Чернігівської губернії 1893 р. та інші документи.
Козацька школа була загальноосвітньою (викладали читання, письмо, хоровий спів і музику, медицину, астрономію, метеорологію), дітей козаків навчав сотенний писар І. Солонина, селянських — дяк місцевої Георгіївської церкви. Козацькі діти набували знання про рідний край, історичне минуле, політичне й державне життя України. З семи років дітей навчали стрільби з лука, володіння списом та арканом, їздити верхи, з 12 — мистецтва бою. Російський царизм проводив політику денаціоналізації українців, забороняв національну систему навчання і виховання. У цей час школи в с. Заворичах закриваються. Навчалися тільки діти заможних селян і поміщиків, навчання відбувалося російською мовою.
Реформа 1861 р. в Росії, що скасувала кріпосне право й започаткувала засади капіталістичного виробництва, яке було неможливим без освіти населення, сприяла відкриттю школи в селі. У 1865 р. при церкві Святої Варвари відкрили церковнопарафіяльну школу, яку відвідувало близько 18-20 дітей. Першою вчителькою була дочка збіднілого поміщика Петровського. У 1873 р. Козелецьке земство збудувало школу на два класи, навчалося 45-55 дітей, серед них 5-10 дівчаток, викладав учитель Гламазда. У 1898 році Козелецьке земство надало субсидію 500 рублів на добудову нової шкільної будівлі, оскільки місцева громада була недостатньо заможною. Подальший розвиток освіти в селі пов’язаний із відкриттям Козелецьким земством у 1910 р. школи на чотири класи. У новій школі працювали три вчителі, які навчали 65 дітей. Школа функціонує дотепер, архітектура дореволюційного будинку, шкільний парк налічує 20-30 дерев, до старого будинку зробили прибудову на 6 класів у сучасному стилі. До 1930 року вчителювали В. В. Стефановська і М. Я. Піантковська.
Після Лютневої революції 1917 р. у школі відроджують традиції народної педагогіки, запроваджують навчання рідною мовою. Обов’язковою є початкова освіта. Коли радянська влада вдалася до політики українізації, у початковій школі с. Заворичі учні вивчали українську мову і літературу, національну історію, географію.
Негативний вплив на розвиток освіти справили децентралізація та русифікація, голодомор 1932-1933 рр. в Україні, терор і репресії.
У 1932 р. в Заворичах відкрили середню десятирічну школу. Навчалися в ній учні 12 сіл Київської та Чернігівської областей. Як і в усій Україні, у школі мало місце надмірне захоплення виробничим навчанням, що призводило до низького рівня загальнотеоретичної підготовки учнів і впливало на можливості їх вступу до вузів.
Під час німецької влади школа працювала нестабільно. 21 вересня 1943 р. — нова сталінська окупація, після якої до армії забрали навіть старшокласників. У школі поновлено ідеологічну пропаганду, культ Сталіна.
У 1950-1970 рр. неабияких успіхів у школі досягнуто у вивченні математики, іноземної мови, гуманітарних предметів. За результатами навчально-виховної роботи школа була учасником Республіканської виставки досягнень народного господарства.
За час навчання (дані на 2001 р.) в Заворицькій середній школі загальну середню освіту здобули понад 2,5 тис. юнаків і дівчат. 25 із них були нагороджені золотими і срібними медалями.
Серед знаних випускників та вчителів:
- кандидати хімічних наук — Л. Калініченко, Н. Білокінь;
- кандидати технічних наук — В. Тетеря, Л. Чередничок, П. Васько;
- доктор технічних наук — М. Онищенко;
- викладачі військовий училищ — полковник Л. Силка, М. Артеменко, М. Баклан, А. Кошіль та інші;
- доктор філологічних наук, професор, академік Слов’янської Академії Наук П. П. Кононенко[18]
- Н. С. Таран — вчитель-методист, нагороджена Орденом Слави III ступеня та званням відмінника народної освіти.